# Teorie změny
Teorie změny (Theory of Change, ToC) je metodika nebo kritérium pro plánování, participaci, adaptivní řízení a evaluaci, které se používá ve firmách, filantropii, neziskovém sektoru, mezinárodním rozvoji, výzkumu a státní správě k prosazování sociálních změn. Teorie změny definuje dlouhodobé cíle a následně zpětně mapuje potřebné předpoklady.
Teorie změny vysvětluje proces změny nastíněním kauzálních vazeb v iniciativě, tj. jejích krátkodobých, střednědobých a dlouhodobých výsledků. Identifikované změny jsou zmapovány – jako „cesta k výsledkům“ – a ukazují každý výsledek v logickém vztahu ke všem ostatním, stejně jako chronologický tok a smyčky zpětné vazby. Vazby mezi výsledky jsou vysvětleny pomocí „zdůvodnění“ neboli prohlášení, proč je jeden výsledek považován za předpoklad pro jiný.
Inovativnost teorie změny spočívá (1) v rozlišování mezi žádoucími a skutečnými výsledky a (2) v požadavku, aby zainteresované strany modelovaly své žádoucí výsledky předtím, než se rozhodnou pro formy intervence k dosažení těchto výsledků.
Teorie změny může začít v kterékoli fázi iniciativy v závislosti na jejím zamýšleném využití. Teorie změny vypracovaná na začátku nejlépe slouží jako podklad pro plánování iniciativy. Po vypracování modelu změny mohou odborníci činit informovanější rozhodnutí o strategii a taktice. Jakmile jsou k dispozici údaje z monitorování a hodnocení, mohou zúčastněné strany pravidelně zpřesňovat Teorii změny podle toho, co z nich vyplývá. Teorii změny lze vytvořit i zpětně, a to čtením programových dokumentů, rozhovory se zúčastněnými stranami a analýzou dat. To se často děje během hodnocení, kdy se odráží, co fungovalo a co ne, aby bylo možné pochopit minulost a plánovat budoucnost.

## Metodologie

### Základní struktura
Teorie změny je chápána příkaz vyššího řádu, neboli makro příkaz If-Then: Pokud se provede toto, pak jsou očekávané tyto výsledky. Cesta k výsledkům je soubor potřebných podmínek relevantních pro danou oblast činnosti, které jsou diagramaticky umístěny ve vzájemném logickém vztahu a propojeny šipkami, které vyjadřují kauzalitu. Výsledky podél cesty jsou zároveň předpoklady pro výsledky za nimi. Proto musí být splněny počáteční výsledky, aby bylo dosaženo průběžných výsledků; průběžné výsledky musí být splněny, aby bylo dosaženo dalšího souboru výsledků; a tak dále. Cesta k výsledkům tedy představuje logiku změny a soubor jejích základních předpokladů, které jsou uvedeny ve zdůvodnění, proč existují konkrétní vazby mezi výsledky, a v teoretickém popisu.

### Kritéria kontroly kvality
V počátcích teorie změny stanovila Anne Kubischová a další tři kritéria kontroly kvality:

#### Věrohodnost
Věrohodnost se týká logiky cesty k výsledkům. Dává smysl? Jsou výsledky ve správném pořadí? Jsou jednotlivé předpoklady nezbytné a společně dostatečné k dosažení dlouhodobých výsledků a konečného dopadu? Existují v logice mezery?

#### Proveditelnost
Proveditelnost se týká toho, zda iniciativa může reálně dosáhnout svých dlouhodobých výsledků a dopadu. Má organizace k dispozici dostatečné zdroje? Potřebuje partnery? Je třeba upravit rozsah, očekávání nebo časový plán teorie?

#### Testovatelnost
Testovatelnost se týká především ukazatelů: Jsou spolehlivé a měřitelné? Přinesou dostatečné informace k vyhodnocení úspěšnosti iniciativy? Budou přesvědčivé pro potřebné publikum?
K těmto třem základním kritériím kontroly kvality přidala společnost ActKnowledge další klíčové kritérium: Vhodný rozsah. Akční teorie, kterou lze sdělit klíčovému publiku, částečně závisí na volbě správného rozsahu: dostatečně širokého, aby v modelu nezůstaly mezery, a zároveň dostatečně zaměřeného na dané příležitosti a zdroje. Vhodný rozsah zahrnuje také koncept hodnocení „odpovědnosti“. Mnohé cesty k dosažení výsledků podle teorie změny obsahují „strop odpovědnosti“, často přerušovanou čáru, která odděluje výsledky, které bude organizace sledovat a za jejichž dosažení si bude nárokovat zásluhy, od výsledků vyššího řádu, jejichž dosažení je nad její síly – např. od „spravedlivé společnosti“.

### Použití modelu
Důležitým prvním krokem v tomto procesu je určení realizovatelného dlouhodobého cíle a dlouhodobých výsledků. Dlouhodobý cíl by měl být něčím, čeho může iniciativa reálně dosáhnout a čemu všichni zúčastnění rozumí. Ke konsensu a konkretizaci v tomto procesu vede skupinu nejlépe vyškolený externí facilitátor.
Jakmile je dlouhodobý cíl určen, skupina následně zváží: „Jaké podmínky musí být splněny, abychom cíle dosáhli?“. Všechny tyto nezbytné podmínky by měly být uvedeny jako výsledky na cestě teorie změny pod dlouhodobým výsledkem. Tyto výsledky fungují jako předpoklady dlouhodobého výsledku.
Proces identifikace předpokladů pokračuje dále po cestě tím, že se kladou základní otázky, jako např. „Co musí existovat, aby bylo tohoto výsledku dosaženo?“ a „Jsou tyto předpoklady dostatečné pro dosažení výsledku?“. Při těchto sezeních mohou účastníci používat fixy, lepicí papírky a papírové tabulky k identifikaci a uspořádání výsledků, vynoření předpokladů, vypracování ukazatelů atd.
Neuspořádanou skupinovou práci pak facilitátor obvykle zachycuje v digitální podobě, díky níž lze obsah rozšiřovat, upravovat, tisknout, sdílet a jinak spravovat v průběhu dalšího rozvoje teorie.

### Měření změn
Konečný úspěch každé teorie změny spočívá ve schopnosti prokázat pokrok v dosahování výsledků. Důkazy o úspěchu potvrzují teorii a ukazují, že iniciativa je účinná. Proto musí být výsledky v Teorii změny spojeny s ukazateli, které vedou a usnadňují měření.
Lze říci, že ukazatele operacionalizují výsledky – to znamená, že umožňují, aby výsledky byly srozumitelné v konkrétních, pozorovatelných a měřitelných termínech. Vztah ukazatele a výsledku může být matoucí a lze jej objasnit tímto jednoduchým vzorcem: „Poznám [dosažený výsledek], až uvidím [ukazatel].“ Například: „Budu vědět, že teenageři v programu rozumí prenatální výživě a zdravotním pokynům, až uvidím, že účastníci programu identifikují potraviny, které jsou dobrým zdrojem výživy“. Odstupňovaný soubor ukazatelů lze použít k měření a hodnocení míry, do jaké byl výsledek realizován.
V ideálním případě by měl mít každý výsledek na cestě k výsledkům (pod čárkovaným stropem odpovědnosti) svůj ukazatel, ale dostupné zdroje to často ztěžují. Mnoho skupin chce určit prioritní výsledky – tedy výsledky, o kterých vědí, že je musí měřit, pokud má teorie platit. Jedná se o výsledky, které musí být operacionalizovány (tj. musí být měřitelné jedním nebo více ukazateli.) Minimálně by každý výsledek, pro který budou navrženy počáteční intervence, měl mít alespoň jeden ukazatel.
Ačkoli jsou ukazatele cenné, může být nutné provést hlouběji sběr dat a analýzy, aby bylo možné posoudit, zda a jak byly výsledky a předpoklady realizovány.

### Monitorování a hodnocení
Protože počátky teorie změny leží v oblasti monitorování a hodnocení, vývoj v průběhu let zajistil, že teorie změny je i nadále neocenitelnou metodou pro provádění hodnocení mnoha různých typů projektů a organizací. Kladení evaluačních otázek založených na teorii změny často pomáhá zaměřit evaluační úsilí na klíčové problémy. Stejně tak může vzniknout potřeba vybrat z mnoha dostupných ukazatelů ty správné, přičemž k výběru ukazatelů, které budou nejpřínosnější, lze využít „monitorovací otázky“. Monitorovací otázky mají podobu: „Co skutečně potřebujeme vědět, abychom mohli řídit poskytování grantů zaměřených na dosažení tohoto výsledku?“ Je důležité porozumět úspěchu nad rámec pouhé znalosti „co funguje“. Zkušenosti ukazují, že slepé kopírování nebo rozšiřování intervence téměř nikdy nefunguje. Důležitým úkolem monitorování a hodnocení je shromáždit dostatek poznatků a porozumění, aby bylo možné předvídat – s určitou mírou jistoty – jak by iniciativa a soubor aktivit mohly fungovat v jiné situaci nebo jak je třeba je upravit, aby bylo dosaženo podobných nebo lepších výsledků. Musíme být také schopni kombinovat důkazy z řady studií, abychom si vytvořili přesnější představu o tom, co se děje, jak se vyvíjí, a především o tom, jak kontext ovlivňuje danou iniciativu.
Stejně jako je vývoj teorie změny participativním procesem, lze participativním způsobem navrhnout i systém monitorování a hodnocení založený na teorii změny. Například manažeři grantů mohou být zapojeni do výběru výsledků, které jsou pro ně při rozhodování nejzajímavější. Stejně tak mohou lidé v terénu přispět k tomu, které ukazatele budou použity a jak budou operacionalizovány, k výběru nástrojů a metod sběru dat a k tomu, které existující zdroje dat mohou být při sledování ukazatelů využity.